# FC Argeș Pitești
El FC Argeș Pitești és un club de futbol romanès de la ciutat de Pitești.

## Història
A la regió d'Argeș el primer club de futbol fou el Minerul de Câmpulung Muscel del 1915. Els primers clubs a Pitești apareixen als anys vint. Aquests són: Săgeata (1921), Macaby (1923), Triumf (1923), Trivale (1923), Victoria i Sportivă Pitești (1924). El 15 d'agost del 1926 es creà l'Sporting Club Pitești que vestia de blanc i verd i que fou el club més destacat abans de la Segona Guerra Mundial.
El 6 d'agost de 1953 nasqué el Dinamo Pitești, que el 1968 adoptà el nom de FC Argeș. Destacà a la lliga romanesa durant els anys 70, quan guanyà dos campionats nacionals els anys 1972 i 1979.
Evolució del nom:
- 1953: Dinamo Pitești
- 1968: FC Argeș Pitești
- 1994: FC Argeș Dacia Pitești
- 2002: FC Argeș Pitești

## Palmarès
- Lliga romanesa de futbol: 1972, 1979
- Segona divisió romanesa de futbol: 1961, 1963, 1994, 2008

## Jugadors destacats

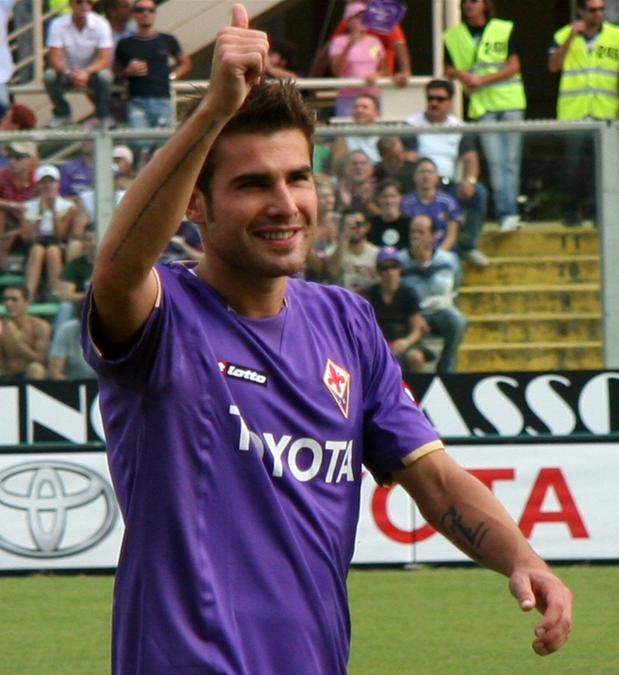
Adrian Mutu

- Paul Codrea
- Dănuț Coman
- Nicolae Dică
- Nicolae Dobrin
- Adrian Mutu
- Valentin Năstase
- Adrian Neaga